# Acosmeryx sericeus
Acosmeryx sericeus is een vlinder uit de familie van de pijlstaarten (Sphingidae). De wetenschappelijke naam van de soort werd in 1856 gepubliceerd door Francis Walker.

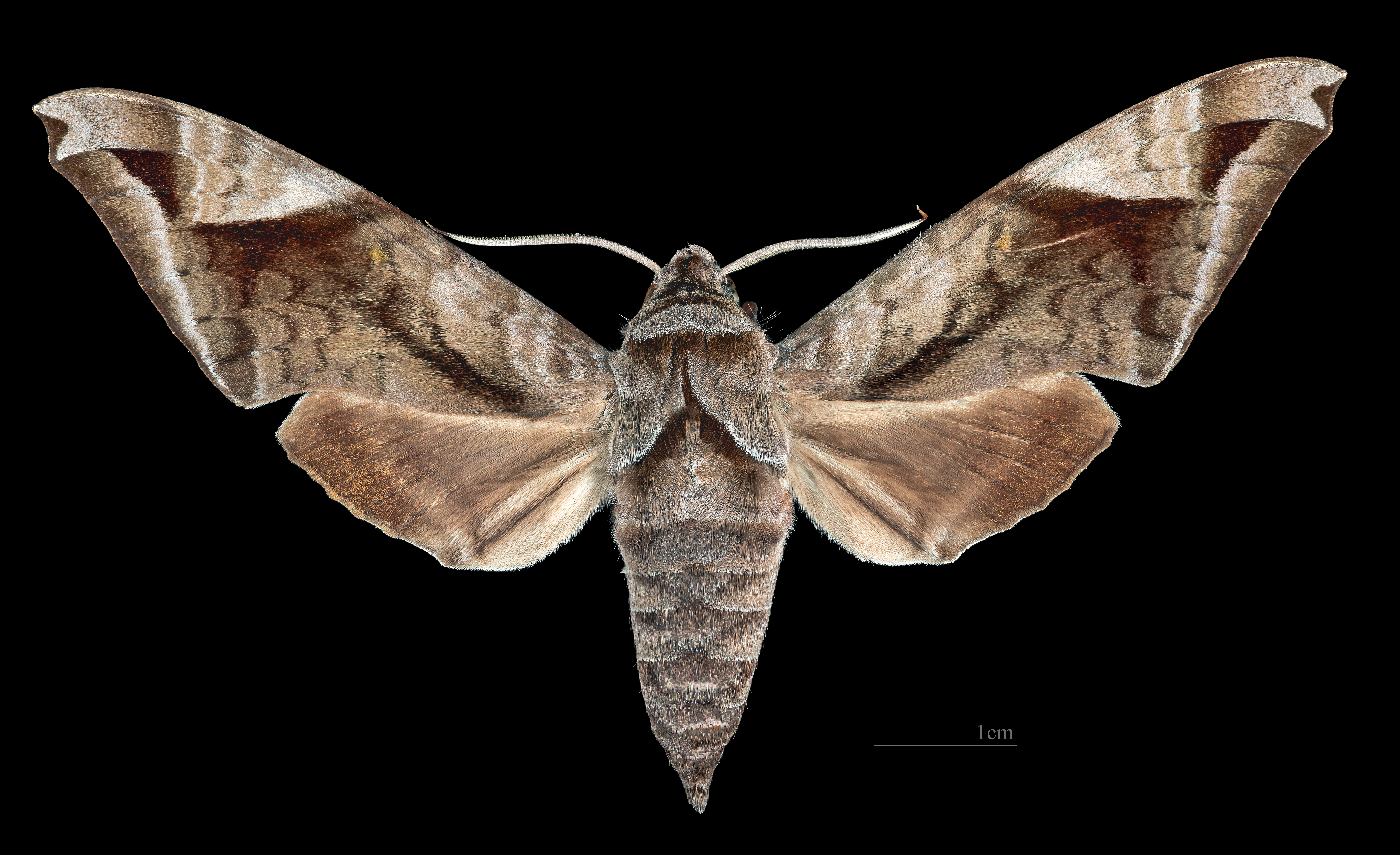
Acosmeryx sericeus ♂
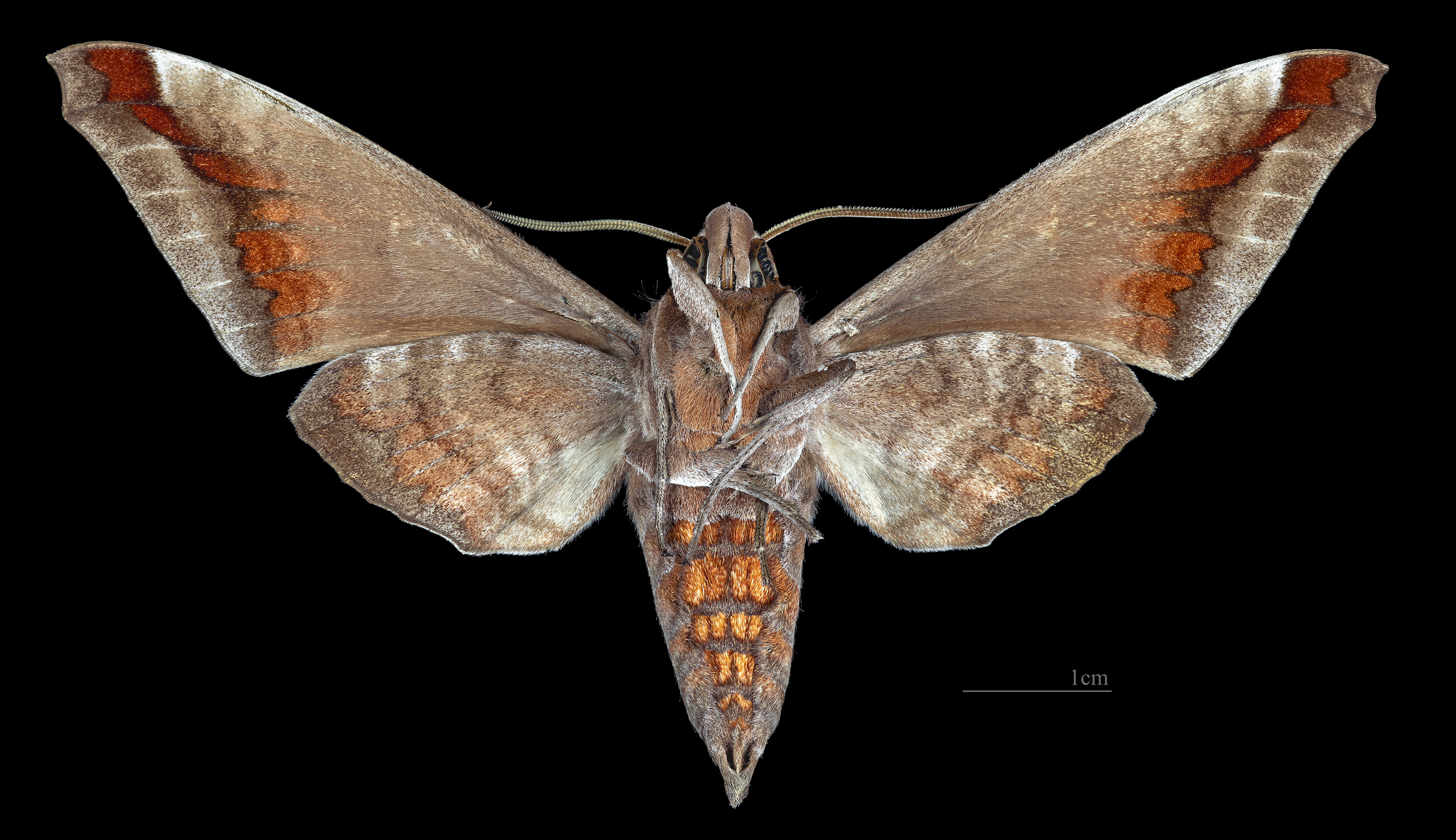
Acosmeryx sericeus ♂   △
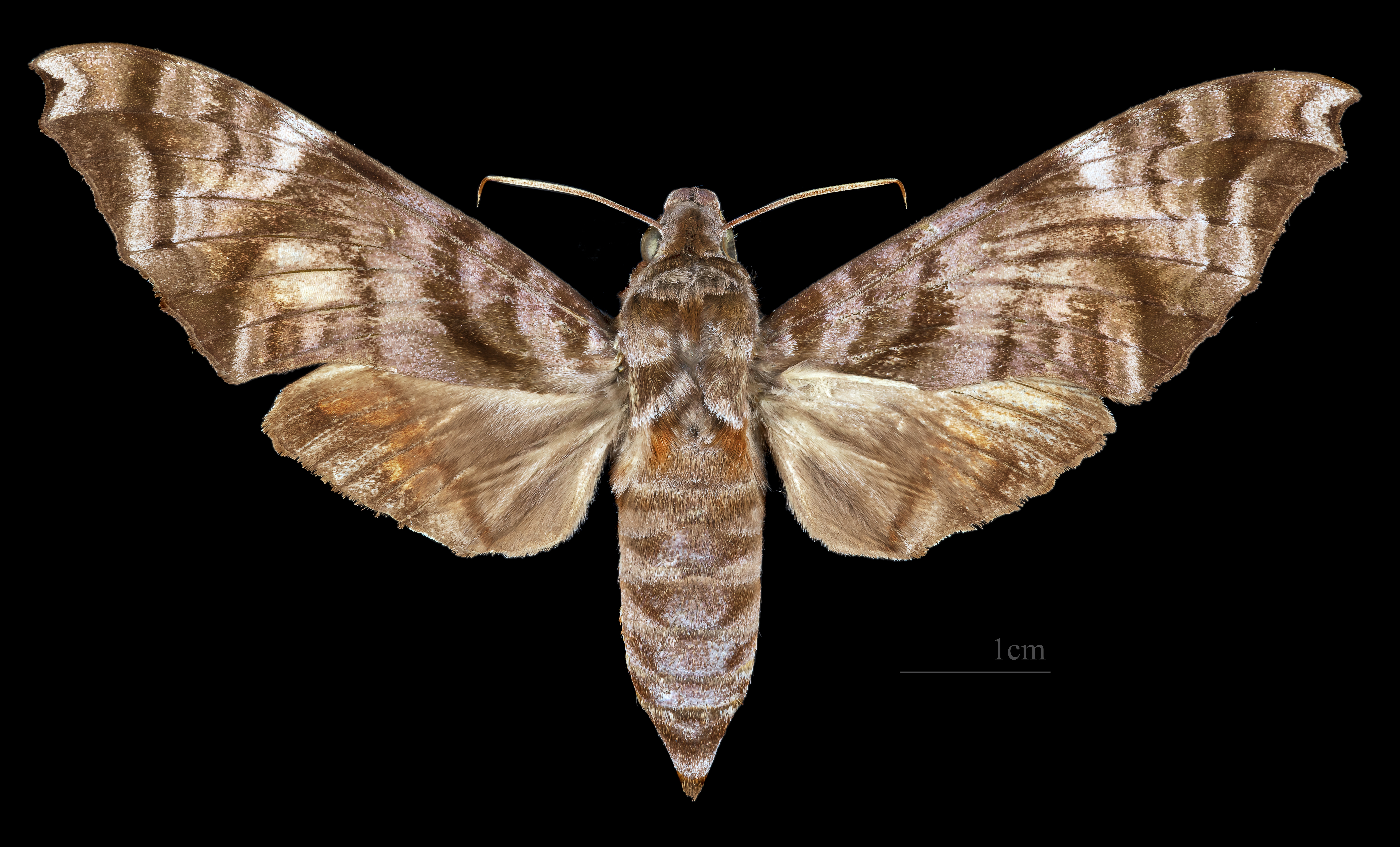
Acosmeryx sericeus   ♀
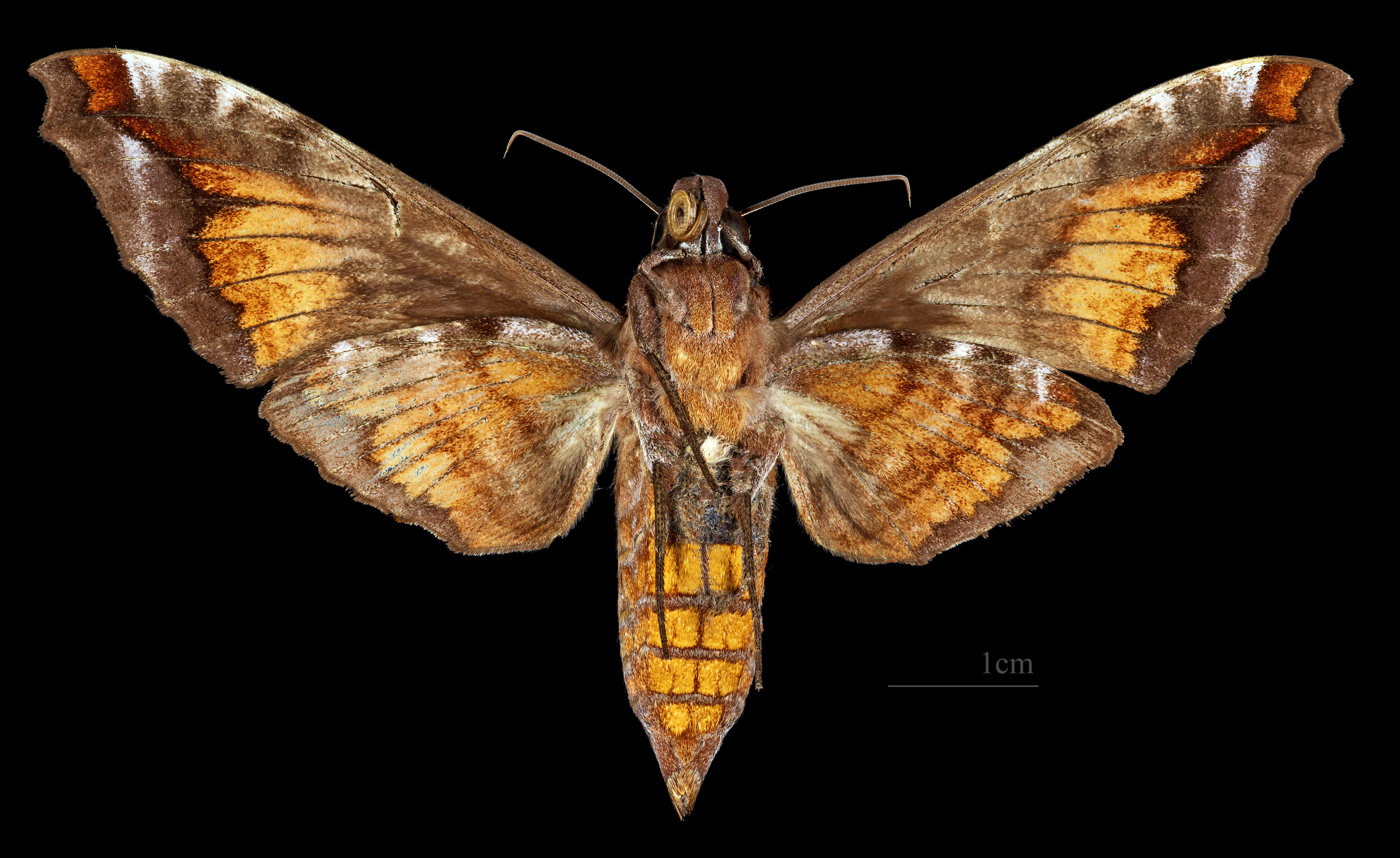
Acosmeryx sericeus ♀ △